# München 7
München 7 (titolo alternativo: Heiter bis tödlich: München 7) è una serie televisiva tedesca creata da Franz Xaver Bogner e prodotta dal 2004 da Akzente Film- und Fernsehproduktion. Protagonisti della serie sono Andreas Giebel e Florian Karlheim; altri interpreti principali sono Dorothee Hartinger, Luise Kinseher, Winfried Frey, Julia Koschitz, Johannes Herrschmann, Jockel Tschiersch, Johann Schuler, Markus Baumeister, Martin Eschenbach e Cornelia de Pablos.
La serie si compone di 7 stagioni, per un totale di 51 episodi in formato, della durata di 50 minuti ciascuno. Il primo episodio, intitolato Föhn, fu trasmesso in prima visione in Germania da Bayerisches Fernsehen il 24 ottobre 2004.

## Trama
Protagonisti delle vicende sono due poliziotti di Monaco di Baviera, Xavier Bartl e Felix Kandler, che si occupano di casi "leggeri" che coinvolgono gli abitanti della metropoli bavarese.

## Episodi
| Stagione         | Puntate | Prima TV Germania | Prima TV Italia |
| ---------------- | ------- | ----------------- | --------------- |
| Prima stagione   | 9       | 2004              | inedita         |
| Seconda stagione | 4       | 2006              | inedita         |
| Terza stagione   | 8       | 2012              | inedita         |
| Quarta stagione  | 8       | 2013              | inedita         |
| Quinta stagione  | 8       | 2014              | inedita         |
| Sesta stagione   | 8       | 2014              | inedita         |
| Settima stagione | 6       | 2016              | inedita         |